# Doubravice (Trutnovi járás)
Doubravice település Csehországban, Trutnovi járásban. Doubravice Zábřezí-Řečice, Bílé Poličany, Třebihošť, Dubenec, Dvůr Králové nad Labem, Lanžov és Libotov településekkel határos. Lakosainak száma 389 fő (2024. január 1.).

## Népesség
A település lakosságának változását az alábbi diagram mutatja:
| Lakosok száma | 917  | 966  | 883  | 654  | 441  | 367  | 372  | 379  | 365  | 389  |
|               | 1869 | 1890 | 1921 | 1950 | 1980 | 2001 | 2017 | 2019 | 2022 | 2024 |